# مصفورة ناعمة الأوراق
مصفورة ناعمة الأوراق (الاسم العلمي: Xanthorrhoea malacophylla) هي نوع من النباتات يتبع جنس المصفورة من فصيلة المصفورية.